# 湘南町屋駅
湘南町屋駅（しょうなんまちやえき）は、神奈川県鎌倉市上町屋にある、湘南モノレール江の島線の駅である。駅番号はSMR3。
副称「三菱電機前」。駅至近にある三菱電機鎌倉製作所ならびにその関連企業の従業員、来客者等が早朝から深夜まで1日を通じて多数利用しており、湘南モノレールの中では大船駅に次いで利用者数が多い。

## 歴史
- 1970年（昭和45年）3月7日：開業[1]。
- 2005年（平成17年）3月2日：バリアフリー化された新駅舎利用開始。
- 2016年（平成28年）3月30日：自動改札機と自動精算機が運用開始。
- 2018年（平成30年）4月1日：ICカード「PASMO」の利用が可能となる[2]。

## 駅構造

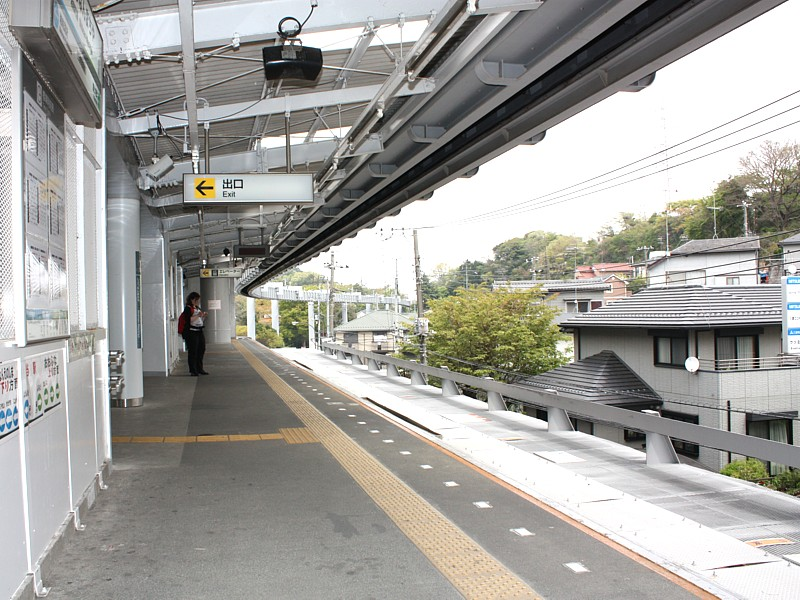
ホーム（2008年4月）

単式ホーム1面1線を有する高架駅。ひとつのホームに両方向の列車が発着するため、電車接近表示と接近放送がある。高架上のホームと地平の駅舎を階段およびエレベーターが結んでいる。
従来は、乗車券を乗務員が回収するか、駅備え付けのきっぷ入れに投入していたが、近年の工事で自動改札機と自動精算機が設置された。その他、駅舎には自動券売機、駅係員連絡用インターホン、自動販売機（たばこ、清涼飲料水、新聞）が設置され、トイレもある（※多機能トイレは未設置）。
無人駅。なお平日朝ラッシュ時には混雑対応のための押し屋及び集札業務員が配置されている。

## 利用状況
各年度の1日平均乗車人員は下表の通り。
| 乗車人員推移       | 乗車人員推移     | 乗車人員推移 |
| 年度               | 1日平均 乗車人員 | 出典         |
| ------------------ | ---------------- | ------------ |
| 1998年（平成10年） | 3,122            | [ * 2 ]      |
| 1999年（平成11年） | 3,122            | [ * 3 ]      |
| 2000年（平成12年） | 3,207            | [ * 4 ]      |
| 2001年（平成13年） | 3,182            | [ * 4 ]      |
| 2002年（平成14年） | 2,899            | [ * 5 ]      |
| 2003年（平成15年） | 2,815            | [ * 6 ]      |
| 2004年（平成16年） | 2,912            | [ * 7 ]      |
| 2005年（平成17年） | 2,986            | [ * 8 ]      |
| 2006年（平成18年） | 3,085            | [ * 9 ]      |
| 2007年（平成19年） | 3,134            | [ * 10 ]     |
| 2008年（平成20年） | 3,054            | [ * 11 ]     |
| 2009年（平成21年） | 3,030            | [ * 12 ]     |
| 2010年（平成22年） | 3,026            | [ * 13 ]     |
| 2011年（平成23年） | 3,090            | [ * 14 ]     |
| 2012年（平成24年） | 3,097            | [ * 15 ]     |
| 2013年（平成25年） | 3,138            | [ * 16 ]     |
| 2014年（平成26年） | 3,160            | [ * 17 ]     |
| 2015年（平成27年） | 3,287            | [ * 18 ]     |
| 2016年（平成28年） | 3,411            | [ * 19 ]     |
| 2017年（平成29年） | 3,433            | [ * 20 ]     |
| 2018年（平成30年） | 3,574            | [ * 21 ]     |
| 2019年（令和元年） | 3,656            | [ * 22 ]     |
| 2020年（令和02年） | 3,037            | [ * 23 ]     |
| 2021年（令和03年） | 3,101            | [ * 24 ]     |
| 2022年（令和04年） | 3,319            | [ * 25 ]     |
| 2023年（令和05年） | 3,601            | [ * 1 ]      |

## 駅周辺
駅は小高い丘の中腹に位置し、丘の麓は三菱電機及びその関連会社、協力会社などの工場が建つ鎌倉市内最大の工業地帯である。また丘の山頂方面は野村不動産の開発した住宅街となっている。
天候条件が良い日には、富士山や金時山も眺めることが出来る。
駅近くの小山は富士塚で、付近の「富士塚」という地名の由来となっている。
- 三菱電機鎌倉製作所
- 菱栄テクニカ
- 鎌倉中央公園 - 当駅から約900メートル。
- 富士塚公園
- 鎌倉市立富士塚小学校
- 介護老人保健施設かまくら

### バス路線
駅の下を通る市道大船西鎌倉線上に設置されている「町屋入口」が最寄りバス停。京浜急行バスが経由する。
- 北方向
  - 船2・船4・船5 - 大船駅行
- 南方向
  - 船2 - 梶原行
  - 船4 - 鎌倉山行
  - 船5 - 諏訪ヶ谷循環（西鎌倉先回り・津村先回り） ※津村先回りは朝のみ

## 隣の駅
湘南モノレール
■江の島線
富士見町駅（SMR2） - 湘南町屋駅（SMR3） - 湘南深沢駅（SMR4）